# Сёрфинг 2
«Сёрфинг 2» (англ. Surf II) — американская молодёжная комедия Рэндолла Бадата 1984 года.
Несмотря на название, фильм является самостоятельным произведением и не является продолжением какого-либо фильма. Цифра 2 была добавлена в название его создателями ради шутки. Более того иногда фильм демонстрировался под названием «Сёрфинг 2: Конец трилогии» (англ. Surf II: The End of the Trilogy), но ни сиквела, ни приквела у фильма никогда не было.

## Сюжет
Менло Шварцер был умным и талантливым мальчиком. Однако, поскольку он «ботаник», над ним в школе часто подшучивали хулиганы, которые были сёрферами. Теперь Менло одержим идеей мести. Он собирается очистить пляж от сёрферов, своих злейших врагов. Менло работает в своей подводной лаборатории. Он изобретает безалкогольный напиток, который превращает тех, кто его выпьет в безмозглых зомби-панков. Этот напиток он называет Buzzz Cola и распространяет по пляжу при помощи жадных до денег бизнесменов.
Постепенно на пляже становится всё больше и больше зомби-панков. Они служат Менло и исполняют его приказы. Пляжная публика постепенно начинает обращать внимание, что на пляже творится что-то неладное. Друзья-сёрферы Чак и Боб вместе со своими подругами решают самостоятельно распутать это дело, так как от родителей и полиции никакого толка нет. Им помогает их учитель Бикер и неожиданно Спаркл, девушка Менло, которая хочет положить конец его безумным опытам. Ребятам нужно успеть разрешить это дело до выходных, когда начинаются соревнования по сёрфингу.

## В ролях
- Эдди Дизен — Менло Шварцер
- Линда Керридж — Спаркл (Флоринда Будник)
- Эрик Штольц — Чак
- Джеффри Роджерс — Боб
- Питер Исаксен — доктор Бикер
- Джошуа Кэдмен — Джонни Большая Голова
- Том Уиллард — Джоко О’Финли
- Коринн Борер — Синди Лу
- Люсинда Дулинг — Линди Сью
- Ральф Сеймур — Беккер
- Кливон Литтл — Папочка-О
- Лайл Ваггонер — шеф Боярди
- Рон Палильо — инспектор Андервер
- Морган Полл — папа Чака
- Рут Бацци — мама Чака
- Бифф Мэнард — папа Боба
- Брэндис Кемп — мама Боба
- Терри Кайзер — мистер О’Финли
- Кэрол Уэйн — миссис О’Финли
- Люси Ли Флиппин — миссис Большая Голова
- Фред Аспарагус — толстяк
- Шон Томсон и Скип Энгблом — сёрферы
- Бринк Стивенс — студентка

## Производство
Режиссёр и сценарист фильма Рэндолл Бадат рассказывал в интервью, что идея фильма пришла к нему после того, как он получил травму головы во время сёрфинга. Далее, находясь под воздействием обезболивающих, он посетил вечеринку, где неоднократно пытался объяснить, что же с ним произошло, но на выходе у него получалось что-то невнятное.
Съёмки фильма начались 5 августа 1982 года в Малибу и были завершены в середине сентября.
Продюсеры хотели увеличить возрастной рейтинг фильма, чтобы заинтересовать молодую аудиторию, поэтому настояли на включение в фильм сцен с обнажённой натурой. Сам режиссёр этого не планировал, поэтому существует несколько версий фильма.

## Приём
Во время своего первоначального выхода отзывы критиков на фильм были в основном отрицательными. Леонард Малтин в своём путеводителе по кино поставил ему 1,5 звезды из 5, указав, что лучшая шутка фильма в его названии. В TV Guide фильм назвали отвратительным, с детским сценарием, беспричинной наготой и забытыми актёрами.
Постепенно фильм нашёл своего зрителя и приобрёл культовый статус. Майк Макпадден в 2009 году включил его в свой список «15 фильмов, которые заслуживают массового поклонения», а позже в 2019 году остановился на нём в своей книге Teen Movie Hell. Фильм был подробно разобран в книге 2010 года Destroy All Movies!!! Зака Карлсона и Брайана Коннолли. Игра Эдди Дизена была названа лучшей в его карьере. Остальной актёрский состав также удостоился похвалы.
В 2021 году фильм был выпущен на Blu-ray. В Rock! Shock! Pop! отметили, что фильм похож на пляжное кино 1960-х годов, смешанное с фильмами «Тромы» и пропущенное через призму молодёжных секс-комедий 1980-х годов. Похвалы удостоился саундтрек (The Beach Boys, Stray Cats, Talk Talk, Wall of Voodoo и Circle Jerks) и игра актёров, но было отмечено, что «фильму не хватает логики, последовательности или даже сюжета». В Inside Pulse было отмечено, что актёрский состав превосходит то, что можно было бы ожидать от подобного рода фильма. В Horror Society отмечалось, что в фильме приятные персонажи и забавная актёрская игра, но самих персонажей слишком много. Фильм перенасыщен и его пародийный аспект теряется на фоне всего этого хаоса. По мнению же сайта Blu-ray.com, в фильме много энергии, но мало смеха.